# 全元立
全元立（1498年—1565年），字汝德，號九山，浙江鄞县沙港口人（今寧波市洞橋鎮沙港村），明朝政治人物、学者、藏书家，同進士出身。

## 生平
嘉靖四年（1525年）乙酉科浙江乡试第八十八名举人，十四年（1535年）登乙未科會試第三百七名，三甲进士，改翰林院庶吉士，十六年正月授检讨。二十年充辛丑科會試同考官，丁父忧归。服阕，起补原官，参與修纂大明会典。二十七年八月进翰林院修撰，充任经筵曰讲官，三十年册封鲁藩，三十二年再次任會試同考官。时严嵩专权，全激愤愤然作《告天文》，为被严嵩陷害诸臣申冤，引来严嵩嫉恨。嘉靖三十五年（1556年）二月升迁南京翰林院侍读学士掌院事，又因拒作青词，三十八年五月外放任南京太常寺卿，兼署光禄寺卿。南京任上裁撤闲杂人等，肃清吏治。四十年三月升迁南京工部右侍郎，掌翰林院事，但不久就在六月被严嵩排挤致仕。严嵩一党垮台后，朝中群臣交相推荐全，但全辞不赴任。生性极为孝顺，母亲逝世后，竟然因悲伤过度去世。

## 藏书
富藏书。在家建“双韭山房”，名自余姚四明山大韭小韭胜景。

## 家庭
曾祖全倫，號澹菴。祖父全文瑜，壽官。父全政，號南川，由歲荐为博士、教谕，以子貴封翰林院检讨。母宋氏，封太孺人。重庆下。兄元方。弟元文、元亮。
- 孫全天敘，字幼度，又字伯典，號玄洲，明萬曆十四年（1586年）登丙戌科進士，官至詹事府少詹事兼侍讀學士[8]。
- 六世孫全祖望，字紹衣，號謝山，清乾隆元年（1736年）登丙辰科同進士，清朝史學家[9]。